# Yanic Truesdale
Yanic Truesdale (Montreal (Quebec), 17 maart 1970) is een Canadees televisieacteur.
Ook al is Yanic Truesdale een nieuw gezicht op de Amerikaanse televisie, hij is in Canada al jaren een van de drukste en populairste acteurs. Hij maakte zijn Amerikaanse televisiedebuut in Gilmore Girls als Michel Gerard, de eerste rol waarvoor hij auditie heeft gedaan toen hij naar Los Angeles kwam.
Truesdale is geboren en opgegroeid in Montreal, Canada. Hij ging 'per ongeluk' acteren toen hij 17 was en hij besloot om samen met een vriend auditie te doen voor een acteerschool. Zijn vriend kwam niet door audities heen, maar Truesdale wel en hij ontdekte al snel zijn grote passie voor acteren. Hij is afgestudeerd bij het National Theatre School of Canada toen hij 20 jaar was en de getalenteerde acteur was al snel erg gewild.
Zijn grote doorbraak kwam met zijn rol in He shoots, he scores, een zeer populaire Canadese televisieserie over hockey. Een 6-jarige rol in de serie The Duval Family volgde, tussendoor vond hij ook nog tijd om te co-hosten in het dagelijkse live programma voor kinderen Special Delivery.
Later was hij genomineerd voor een Gemini Award (Canadese versie van de Emmy Award) voor zijn rol als het enige zwarte kind van blanke ouders in Roommates. De rol reflecteerde zijn eigen leven. Op het podium heeft hij ook het hulpje gespeeld in de Canadese versie van The Bird Cage.
Na veel geslaagde baantjes in Canada wilde hij weer gaan studeren. Hij studeerde aan de Lee Strasberg Theatre Institute in New York en verhuisde naar Los Angeles waar hij nu ook woont. Hij kijkt diverse films per week en vindt het ook leuk om te schrijven en te reizen.
- International Standard Name Identifier: 0000 0000 4801 2036
- Library of Congress Control Number: no2006123361
- Virtual International Authority File: 9610203
- WorldCat: E39PBJbMbFMVxthb6K4xQBg3Qq